# Vogue
Vogue je časopis se zaměřením na módu, design a životní styl. Vychází ve dvaceti pěti zemích světa každý měsíc. V redakci se vystřídala celá řada světoznámých módních fotografů. V magazínu The New York Times v prosinci 2006 popsala literární kritička Caroline Weber Vogue jako „nejvlivnější módní časopis na světě.“ Vogue publikuje také články o umění, kultuře a politice. Má celou řadu stálých modelek z řad celebrit. Časopis je kritizován např. z rasových a etnických důvodů.

## Historie
Vogue byl založen jako týdeník Arthurem Baldwinem Turnurem v roce 1892. Když v roce 1909 zemřel, koupil společnost americký vydavatel Condé Nast. První změnou kterou Nast udělal bylo to, že změnil periodu výtisků na dva týdny místo jednoho. V roce 1910 začal vydávat i v Evropě, postupně byla dobyta Británie, Španělsko a Francie. V šedesátých letech začala dělat šéfredaktorku Diana Vreeland a začala dávat práci takovým celebritám – modelkám jako byly například Suzy Parkerová, Twiggy, Penelope Tree a další. Od roku 1988 je šéfredaktorkou americké verze Anna Wintourová.
V současné době vychází ve 25 zemích: Argentina, Austrálie, Belgie, Brazílie, Kanada, Čína, Česká republika a Slovensko, Francie, Německo, Řecko, Indie, Itálie, Japonsko, Korea, Mexico, Peru, Polsko, Portugalsko, Rusko, Španělsko, Slovensko, Švýcarsko, Turecko, Velká Británie a USA.

## Československá verze Vogue
Na základě licence od amerického vydavatele Condé Nast časopis do Česka přivedla firma V24 Media. Vychází v češtině na území Česka a Slovenska. Šéfredaktorkou byla Andrea Běhounková, od zářijového vydání roku 2023 ji nahradila Danica Kovářová.
První číslo československé verze vyšlo v pátek 17. srpna 2018, věnovalo se svobodě a lásce. Na obálce prvního čísla československé verze Vogue se objevila Karolína Kurková, jež je otočena k fotoaparátu zády. Písmeno V i její šedivé vlasy odkazují přímo na osobnost Olgy Havlové. Mezi kreativní tým Vogue CS patří modelky světového formátu jako Eva Herzigová, Tereza Maxová, Daniela Peštová, Karolína Kurková, či Daniela Kociánová. Na obálce vydání z 11. dubna 2019 se objevila top modelka Gigi Hadid, kterou pro Vogue CS nafotografovala Helena Christensenová.

## Fotografové
V redakci se vystřídala celá řada světoznámých módních a reportážních fotografů. Například André Kertész, Robert Doisneau, Edward Steichen, Richard Avedon, William Klein, Peter Lindbergh nebo Edwin Smith. V době 1913–1921 byl jedním z prvních fotografů Adolf de Meyer.

## Galerie

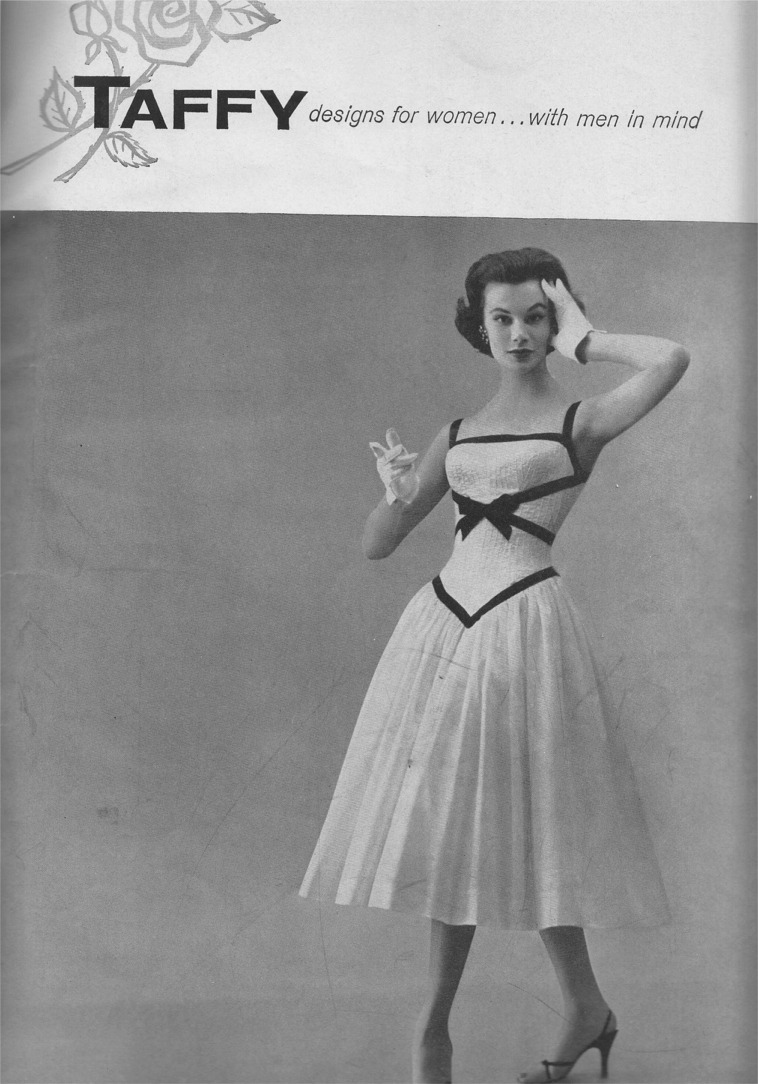
Vogue 1956
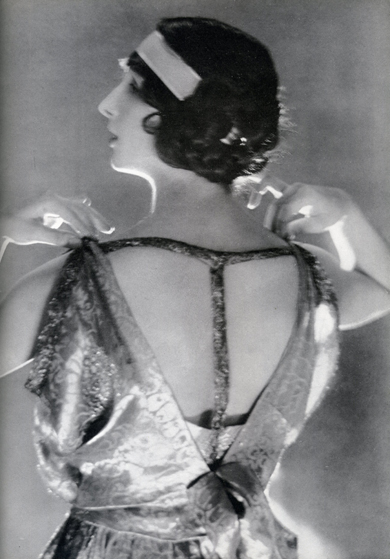
Helen Lee Worthing, US Vogue, prosinec 1919
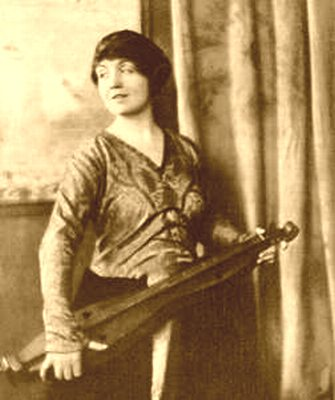
Dulcimer, 1917
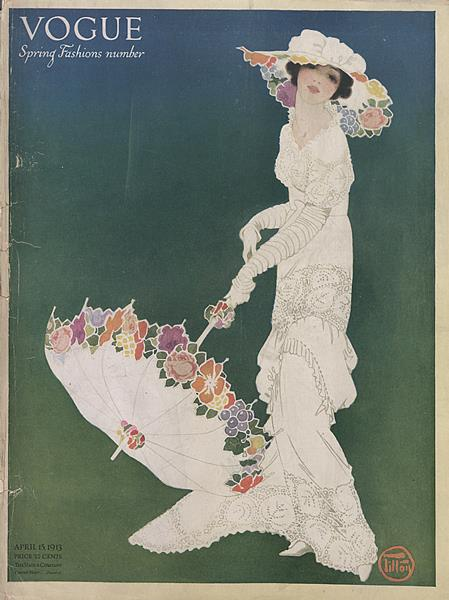
Vogue, duben 1913
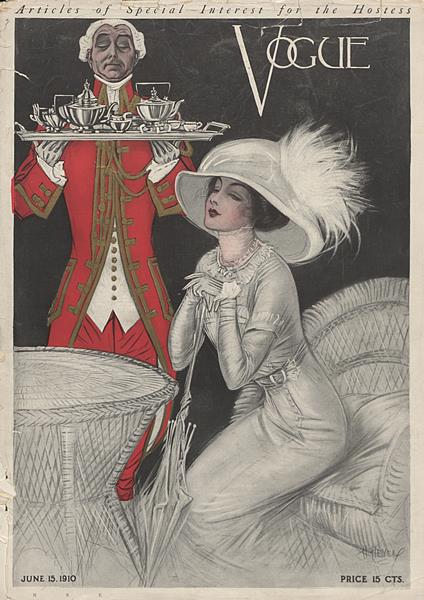
Vogue, červen 1910
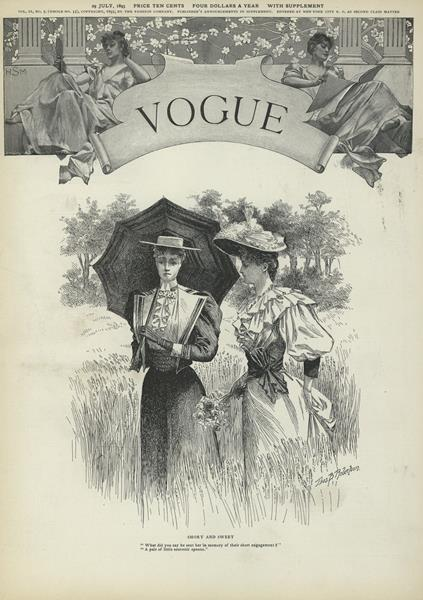
Vogue, červenec 1893